# Epidemia de dengue de 2019-2021 en Brasil
La epidemia de dengue en Brasil comenzó a inicios de 2019, en dicho año se registró 789 muertos y 2.225.461 casos confirmados y para el siguiente año tenía registrado 121 muertos y 559.724 casos confirmados.

## Cronología

### 2019
El 25 de marzo el gobierno de Brasil informó un registro, desde enero del mismo año, 229.064 casos confirmados, un 224 % en lo que iba del año.
Para el 11 de septiembre de 2019 la epidemia en suelo brasileño llegó a 1.439.471 casos confirmados y 591 fallecidos.

### 2020
El 15 de enero el gobierno de Brasil alertó sobre el incremento de casos de dengue en todo el país, siendo los estado más afectados Bahía, Sergipe, Alagoas, Pernambuco, Piauí, Paraíba, Ceará, Rio Grande do Norte, Maranhão, Espírito Santo y Río de Janeiro.
El 13 de febrero el gobierno informó que alcanzó la cifra de 2.200.000 con 782 muertes, siendo la principal epidemia en toda su historia.
El 12 de marzo se registró un nuevo genotipo de virus dengue originario de la frontera con Perú y que se había expandido a Brasil.
El 18 de marzo liberaron polillas transgénicas para intentar evitar el incremento de larvas.

### 2021
El 17 de diciembre de 2021, se registró que el dengue se había estancando ante otras enfermedades como el chikunguña. Para finales del mismo mes se registró el dengue en áreas poco relacionadas con la enfermedad, como Paraná, Santa Catarina, Acre y Amazonas.